# Liberto Corney
Liberto Corney Espallargas (Buenos Aires, 20 de febrer de 1905 — Montevideo, 1955) fou un boxejador uruguaià d'origen argentí, de destacada participació en els Jocs Olímpics d'estiu de 1924.
El 1924 va ser eliminat al primer assalt de la categoria dels pesos lleugers, després de perdre el combat contra el canadenc Chris Graham.